# Pisa
|  | Per a altres significats, vegeu «Pisa (desambiguació)». |

Pisa és una ciutat italiana situada prop de la desembocadura del riu Arno, a la Toscana. Té uns 86.000 habitants. És capital de la província homònima i cap de l'Arquebisbat de Pisa.

## La ciutat
La ciutat és coneguda sobretot per la seva torre inclinada, en realitat el campanar exempt de la catedral. Acull la Universitat de Pisa des del segle xiv, que actualment té uns 50.000 estudiants. Galileo Galilei, ciutadà de Pisa, ha donat nom a l'aeroport de Pisa, aeroport internacional de la ciutat, el més important de la Toscana. Pisa és, a més, un nus ferroviari per als trens provinents de Roma i que es dirigeixen cap al nord (Gènova, França, plana del Po) o cap a Florència.

## Història

### Època romana
Pisae (transcrit Pises, però coneguda com a Pisa) és el nom clàssic de la ciutat actual de Pisa. Fou una ciutat d'Etrúria a la riba nord del riu Arnus (Arno). Com a ciutat etrusca, res no es coneix de Pisae i les restes trobades són minses. Els pisans van lluitar sovint contra els lígurs i, dins la confederació etrusca, eren un poder marítim important i probablement practicaven la pirateria.
La primera vegada que apareix a la història és el 225 aC, quan el cònsol Gai Atili Règul va desembarcar al seu port amb dues legions, procedent de Sardenya, i amb aquest exèrcit va atacar i derrotar els gals en la batalla de Telamó. Així, en aquell any, Pisae ja era aliada de Roma. El seu port fou molt utilitzat pels romans. D'aquí va sortir Publi Corneli Escipió Africà cap a Massàlia al començament de la Segona Guerra Púnica el 218 aC, i aquí va tornar en saber que Hanníbal Barca ja havia creuat els Alps.
Més tard, la guerra amb els lígurs la va convertir en la plaça forta romana a la zona fronterera amb Ligúria. El 193 aC, fou inesperadament atacada per un exèrcit de quaranta mil lígurs i va quedar assetjada, i fou rescatada pel cònsol Minucius; el territori fou assolat pels lígurs diverses vegades.
El 180 aC, els pisans van convidar Roma a establir una colònia al seu territori, cosa que es va portar a efecte gaudint la colònia del dret llatí.
Al segle següent, i com totes les colònies de dret llatí, la Lex Julia la va convertir en municipi romà. August hi va enviar un nou cos de colons. En aquest temps, portava el nom de Colonia Obsequens Julia Pisana. Va conservar la seva importància durant tot l'imperi.
El seu port era Portus Pisanus, del qual estava a uns 15 km, probablement Livorno o un establiment desaparegut a la desembocadura del riu Arno. Tenia unes aigües minerals que són els moderns Bagni di San Giuliano, a uns 6 km al sud.

### Edat mitjana i moderna
A l'edat mitjana, la República de Pisa era una de les repúbliques marítimes d'Itàlia juntament amb la República de Venècia, la República de Gènova i la República d'Amalfi. El seu apogeu tingué lloc durant els segles xii i xiii, i arribà a controlar, com a ciutat estat, alguns territoris de l'illa de Sardenya. El 1284, fou derrotada per Gènova en la batalla de Meloria, de la qual mai s'acabà de recuperar. Durant l'edat mitjana foren moltes i constants les relacions entre Pisa i Catalunya (per exemple, la Croada pisano-catalana que va intentar la conquesta de Mallorca al segle xii). Entre 1323 i 1326 el rei Jaume II va dur a terme la Conquesta aragonesa de Sardenya enfrontant-se als pisans. Entre els segles xiii i xiv els escultors pisans (sobretot Nicola Pisano i el seu fill Giovanni Pisano) van convertir l'escola pisana d'escultura en capdavantera de l'escultura gòtica europea. El 1406, Pisa passà a estar sota sobirania florentina i perdé definitivament la independència després de la ser presa per Angelo Tartaglia i Muzio Attendolo Sforza. Va pertànyer al ducat de la Toscana fins que es va incorporar a Itàlia el 1871.

## Llocs d'Interès
- Piazza dei Miracoli (plaça dels Miracles) també anomenada plaça del Duomo, presidida per la catedral de Pisa (el Duomo) i altres edificis del complex catedralici, com la famosa Torre de Pisa, el Baptisteri i el Camposanto (Cementiri). Declarada Patrimoni de la Humanitat per la UNESCO el 1987.[6]
- Església de Santa Maria della Spina (singular església gòtica situada al costat del riu) i Lungarni (passejos a la riba del riu Arno)
- Església de San Michele in Borgo, amb un grup escultòric a la façana obra de l'escultor Lupo di Francesco.
- Loggia di Banchi, antic mercat de la llana i de la seda, obra de Bernardo Buontalenti (segle xvii)
- Plaça dels Cavallers, amb la Casa del Rellotge, el Palau de la Carovana (seu de la Scuola Normale Superiore de Pisa), l'església de Sant Esteve dels Cavallers i l'estàtua de Cosme I de Mèdici (obra de Pietro Francavilla, 1596)
- Monuments a Giuseppe Mazzini (G. Andreoni, 1883); Garibaldi (Ettore Ferrari, 1892) i Vittorio Emanuele II (1890)
- Mural Tuttomondo, obra de Keith Haring (1989)[7]
- A la rodalia de Pisa es troben l'església romànica de San Piero a Grado, la Cartoixa de Pisa (al municipi de Calci) o la colònia Rosa Maltoni Mussolini, exemple notable de l'arquitectura d'època feixista (municipi de Calambrone)

## Museus
Pisa té diversos museus, entre els quals destaquen:
- Museu dell'Opera del Duomo: mostra entre altres objectes, les escultures originals de Nicola i Giovanni Pisano i els tresors de la catedral.[8] Es troba tancat per reformes.
- Museu de les sinòpies, a l'entorn de la catedral. S'hi mostren les sinòpies (capes preparatòries) de les pintures murals del Camposanto.[9]
- Museu nacional de San Matteo:[10] mostra escultures i pintures des del segle xii al xv, entre elles obres mestres de Giovanni i Andrea Pisano, el Mestre de San Martino, Simone Martini, Nino Pisano, Donatello i Masaccio.
- Centre d'Art Palazzo Blu:[11] una col·lecció d'obres d'art fonamentalment dels segles xvi i xvii. Es troba al Palau Giuli Rosselmini, a prop del riu Arno.
- Museu nazionale di Palazzo Reale: un museu en el palau que va ser residència dels Grans Ducs de Toscana i, després, de la família reial dels Savoia. Mostra pintures des del segle xv al xix (Rafael Sanzio, Rosso Fiorentino, Pieter Brueghel el Vell.
- Museu della Grafica en Palau Lanfranchi: És un museu dels gràfics moderns que mostra obres de pintors com Joan Miró, Emilio Vedova, Giovanni Fattori.
- Centre d'art San Michele degli Scalzi - SMS, centre d'art contemporani.
- Jardí Botànic de Pisa, considerat el més antic jardí botànic del món.[12]

## Fills il·lustres
- Galileu
- Giovanni Carlo Maria Clari (1677-1754), compositor musical
- Ranieri Checchi (1749-1812), compositor musical
- Fibonacci (Leonardo de Pisa)
- Orazio Gentileschi
- Enrico Letta
- Gillo Pontecorvo